# Т като Ташкент
„Т като Ташкент“ е роман на българския писател Христо Карастоянов, издаден от издателство „Жанет 45“ през 2021 г.
Романът може да се възприеме като третата книга от трилогия, като останалите две са „Една и съща нощ“ (2014) и „Животът няма втора половина“ (2019). През 2021 авторът получава номинация за националната литературна награта „Елиас Канети“ и за тази си книга. В книгата има множество препратки към реални личности и събития, като например Гео Милев, Георги Шейтанов, Вълко Червенков, Кимон Георгиев, Септемврийското въстание, Народният съд, смъртта на Сталин и др.

## Сюжет
Действието се развива непосредствено след смъртта на Йосиф Сталин през март 1953 г., когато млад журналист в столичен вестник получава мистериозна полуанонимна бележка изпратена от Ташкент. Текстът ѝ, написан с правописа от преди 1945 г., гласи: „Не търсите кѫдѣто трѣбва. Трѣбва да се копае задъ складъ No. 2 ,Илиенци!'. Поздравъ, Николай“. След като показва писмото на директора на вестника, младият журналист се среща с най-висшите властници в София, които му издействат безсрочен платен отпуск и му дават достъп до тайните държавни архиви, като му заръчват да изследва определени от тях документи и да напише книга. Впоследствие от тази работа той е командирован в Ташкент, където научава мрачни тайни за българската история преди и след 9 септември 1944 г. от една от най-скандалните за това време личности. Това пътешествие ще промени безвъзвратно живота на журналиста и ще доведе до разкриването на дълго пазена по онова време тайна.